# 西蒙·福克斯
西蒙·福克斯（法語：Simon Fuks，1911年4月9日—2008年8月26日）出生於波蘭的戈盧布-多布任，是一位已故的法國猶太教拉比。

## 生平
他在法國猶太神學院獲得完整猶太教拉比的訓練，畢業後短期協助歐內斯特·威爾拉比的職務，之後於1947年10月成為上萊茵省的首席拉比，直到1986年退休。